# Тихий Джон
«Тихий Джон» («Tykusis Džonas») — радянський художній фільм 1991 року, знятий режисером Артурасом Улявічюсом на студії «Артурас енд Джеральдас».

## Сюжет
Про пригоди колишнього ув'язненого Тихого Джона, який допомагає другу та зав'язує зі злочинним минулим.

## У ролях
- Робертас Вайдотас — Джон
- Альгірдас Яцунскас — маестро
- Єва Банюліте — Аста
- Егідіюс Пранайтіс — Алоїз
- Нерінга Булотайте — Зіта
- Кястутіс Щербавічюс — Казіс
- Саулюс Маркявічюс — Саулюс
- Дарюс Варжинскас — Едіс
- Гінтарас Касюліс — Науйокас
- Валентінас Маркявічюс — Іранкінінкас
- Віолета Бендорайтене — Крістіна
- Вінцас Чижаускас — Крейзас
- Юозас Янушайтіс — Вокейтіс
- Олена Юодікайтіте — Вокете
- Гражина Садаускене — Масайтене

## Знімальна група
- Режисер — Артурас Улявічюс
- Сценарист — Артурас Улявічюс
- Оператор — Альбінас Славінскас
- Композитор — Мікас Сураучюс
- Художник — Далія Гудайтіте